# EPSXe
 (juillet 2018).
Si vous disposez d'ouvrages ou d'articles de référence ou si vous connaissez des sites web de qualité traitant du thème abordé ici, merci de compléter l'article en donnant les références utiles à sa vérifiabilité et en les liant à la section « Notes et références ».
ePSXe est un émulateur de la console de jeux vidéo PlayStation disponible en téléchargement gratuit.

## Fonctionnalités
Comme nombre d'émulateurs de PlayStation, ePSXe requiert l'utilisation de plugins pour les graphismes, le son, la gestion des commandes (manettes/claviers/souris...) et le lecteur CD (dépendant du système d'exploitation) pour fonctionner, une spécificité dérivée de l'émulateur PSEmu/PSEmuPro qui fut le premier à utiliser cette méthode.
Avant 2015, ePSXe nécessitait la présence d'un fichier BIOS PlayStation pour émuler correctement la majorité des jeux. Celui-ci étant propriétaire et soumis à copyright (à l'instar des jeux), la seule manière théoriquement légale de faire fonctionner ePSXe était alors de créer une image du BIOS de sa propre console en le dumpant via un programmateur. Toutefois, depuis la version 1.9.25, l'émulateur inclut une réécriture du Bios (en HLE (en)) ce qui lève le problème.
ePSXe peut exécuter les jeux directement du CD ou via des images de ceux-ci présentes sur le disque dur de l'utilisateur. ePSXe est capable d'émuler une très grande majorité des jeux PlayStation.
La version Android possède différentes options comme la réalité virtuelle ou le réseau local via WiFi de l'appareil Android, et de nombreuses modifications de la manette virtuelle de la machine.

## Configuration système minimum
- Processeur :  32 bits à 800Mhz
- Mémoire vive :  256 Mo de RAM
- Carte graphique : support de l'accélération 3D matérielle
- Lecteur de CD-ROM : vitesse 16x ou supérieur (optionnel)
- Système d'exploitation : Windows XP SP3 (jusqu'à la version 2.0.2-1) / Linux
- API : DirectX 8 ou OpenGL 1.0

## Configuration recommandée
- Processeur :  Double cœur 64 bits ou supérieur
- Mémoire vive :  512 Mo de RAM ou plus recommandé
- Carte graphique :  carte vidéo OpenGL 2.0 supportant les shaders GLSL ou supérieur
- Lecteur de CD-ROM : vitesse 16x ou supérieur (optionnel)
- Système d'exploitation :  Windows Vista ou supérieur / Linux
- API : DirectX 9 ou supérieur / OpenGL

## Version Android
- Processeur: ARM ou x86 (Intel Atom)
- Système d'exploitation: Android 2.3.3 ou supérieur